# Championnat d'Espagne de football 1952-1953
Navigation
Primera División 1951-52 Primera División 1953-54
Le championnat d'Espagne de football 1952-1953 est la 22e édition du championnat. La compétition est remportée par le tenant du titre, le CF Barcelone. Organisé par la Fédération espagnole de football, le championnat se dispute du 14 septembre 1952 au 3 mai 1953.
Le club barcelonais l'emporte avec deux points d'avance sur le Valence CF et trois sur le Real Madrid. C'est le sixième titre des « Blaugranas » en championnat.
Le système de promotion/relégation ne change pas : descente et montée automatique pour les deux derniers de division 1 et les deux premiers des deux groupes de deuxième division, poule de barrage pour les treizième et quatorzième de première division en compagnie des deuxième et troisième des deux groupes de deuxième division. En fin de saison, le CD Málaga et le Real Saragosse sont relégués en deuxième division. Ils sont remplacés la saison suivante par le Real Jaén et l'Osasuna Pampelune. Le Celta Vigo et le Deportivo La Corogne conservent, après barrages, leur place en première division.
L'attaquant espagnol Telmo Zarra, de l'Atlético Bilbao, termine, pour la sixième fois, meilleur buteur du championnat avec 24 réalisations.

## Règlement de la compétition
Le championnat de Primera División est organisé par la Fédération espagnole de football, il se déroule du 14 septembre 1952 au 3 mai 1953.
Il se dispute en une poule unique de 16 équipes qui s'affrontent à deux reprises, une fois à domicile et une fois à l'extérieur. L'ordre des matchs est déterminé par un tirage au sort avant le début de la compétition.
Le classement final est établi en fonction des points gagnés par chaque équipe lors de chaque rencontre : deux points pour une victoire, un pour un match nul et aucun en cas de défaite. En cas d'égalité de points entre deux ou plusieurs de clubs en fin de championnat, le classement se fait à la différence de buts. L'équipe possédant le plus de points à la fin de la compétition est proclamée championne. En fin de saison, les deux derniers du championnat sont relégués en Segunda División et remplacés par les deux premiers de ce championnat. Une poule de barrage est disputée entre les treizième et quatorzième de première division en compagnie des deuxième et troisième des deux groupes de deuxième division. Les deux premiers de la poule conservent leur place ou accèdent à la première division.

## Équipes participantes
Cette saison de championnat se dispute à 16 équipes.
| \| A. Bilbao Séville CF Atlético Madrid Real Madrid CF Barcelone Espanyol Valence CF Celta Vigo Real Sociedad D. La Corogne Real Valladolid R. Santander Real Gijón Real Saragosse CD Málaga Real Oviedo \| Localisation des clubs engagés dans le championnat. |
| A. Bilbao Séville CF Atlético Madrid Real Madrid CF Barcelone Espanyol Valence CF Celta Vigo Real Sociedad D. La Corogne Real Valladolid R. Santander Real Gijón Real Saragosse CD Málaga Real Oviedo                                                           |

| Clubs                  | Ville           | Stade              | Capacité |
| ---------------------- | --------------- | ------------------ | -------- |
| Atlético Bilbao        | Bilbao          | San Mamés          | 42 310   |
| Atlético Madrid        | Madrid          | Metropolitano      | 58 494   |
| CF Barcelone           | Barcelone       | Las Corts          | 46 000   |
| Celta Vigo             | Vigo            | Balaidos           | 17 700   |
| Deportivo La Corogne   | La Corogne      | Riazor             | 22 182   |
| Espanyol Barcelone     | Barcelone       | Sarriá             | 30 000   |
| Real Sporting de Gijón | Gijón           | El Molinón         | 23 500   |
| Real Madrid            | Madrid          | Chamartín          | 68 145   |
| CD Málaga              | Malaga          | La Rosaleda        | 6 734    |
| Real Oviedo            | Oviedo          | Buenavista         | 16 000   |
| Real Santander         | Santander       | El Sardinero       | 21 800   |
| Saragosse FC           | Saragosse       | Torrero            | 20 888   |
| Real Sociedad          | Saint-Sébastien | Atocha             | 21 650   |
| Séville CF             | Séville         | Nervión            | 30 000   |
| Valence CF             | Valence         | Mestalla           | 38 000   |
| Real Valladolid        | Valladolid      | José Zorrilla (es) | 16 555   |

## Classement
| Rang | Équipe                 | Pts | J  | G  | N | P  | Bp | Bc | Diff |
| ---- | ---------------------- | --- | -- | -- | - | -- | -- | -- | ---- |
| 1    | CF Barcelone T,C       | 42  | 30 | 19 | 4 | 7  | 82 | 43 | +39  |
| 2    | Valence CF             | 40  | 30 | 16 | 8 | 6  | 66 | 42 | +24  |
| 3    | Real Madrid            | 39  | 30 | 18 | 3 | 9  | 67 | 49 | +18  |
| 4    | Espanyol Barcelone     | 36  | 30 | 16 | 4 | 10 | 64 | 40 | +24  |
| 5    | Séville CF             | 34  | 30 | 16 | 2 | 12 | 70 | 57 | +13  |
| 6    | Atlético Bilbao        | 32  | 30 | 14 | 4 | 12 | 83 | 52 | +31  |
| 7    | Real Sporting de Gijón | 30  | 30 | 11 | 8 | 11 | 39 | 54 | -15  |
| 8    | Atlético Madrid        | 30  | 30 | 13 | 4 | 13 | 65 | 70 | -5   |
| 9    | Real OviedoP           | 29  | 30 | 12 | 4 | 13 | 63 | 62 | +1   |
| 10   | Real Sociedad          | 28  | 30 | 10 | 8 | 12 | 54 | 61 | -7   |
| 11   | Real Santander         | 27  | 30 | 11 | 5 | 14 | 46 | 61 | -15  |
| 12   | Real Valladolid        | 25  | 30 | 10 | 5 | 15 | 48 | 54 | -6   |
| 13   | Celta Vigo             | 25  | 30 | 10 | 5 | 15 | 54 | 69 | -15  |
| 14   | Deportivo La Corogne   | 24  | 30 | 9  | 6 | 15 | 49 | 78 | -29  |
| 15   | CD MálagaP             | 22  | 30 | 10 | 2 | 18 | 47 | 69 | -22  |
| 16   | Real Saragosse         | 17  | 30 | 6  | 5 | 19 | 38 | 74 | -36  |

- Champion
- Qualification pour la Coupe Latine 1953
- Barrages
- Relégation en Segunda División

Barrages de promotion
Les barrages opposent CD España Industrial et Real Avilés, deuxième et troisième du groupe 1 de division 2, Hércules Alicante et Club Atlético Tetuán deuxième et troisième du groupe 2 de division 2 et Celta Vigo et Deportivo La Corogne, treizième et quatorzième de division 1.
Le Deportivo La Corogne remporte la poule d'accession au terme des dix journées. Le CD España Industrial termine deuxième mais le 21 juillet la Fédération catalane de football transmet à la Fédération espagnole de football des documents indiquant que le club est la filiale du CF Barcelone. La promotion est alors refusée et le Celta Vigo conserve alors sa place en division 1.
| Rang | Équipe               | Pts | J  | G | N | P | Bp | Bc | Diff |  | Résultats (▼ dom., ► ext.) | DEP | ESP | VIG | TET | AVI | HER |
| ---- | -------------------- | --- | -- | - | - | - | -- | -- | ---- |  | -------------------------- | --- | --- | --- | --- | --- | --- |
| 1    | Deportivo La Corogne | 11  | 10 | 5 | 1 | 4 | 15 | 11 | +4   |  | Deportivo La Corogne       |     | 0-0 | 1-2 | 3-0 | 1-0 | 3-1 |
| 2    | CD España Industrial | 11  | 10 | 4 | 3 | 3 | 20 | 12 | +8   |  | CD España Industrial       | 1-3 |     | 3-0 | 1-1 | 6-1 | 4-1 |
| 3    | Celta Vigo           | 10  | 10 | 4 | 2 | 4 | 18 | 17 | +1   |  | Celta Vigo                 | 1-3 | 1-1 |     | 4-1 | 4-2 | 5-1 |
| 4    | CA Tetuán            | 10  | 10 | 4 | 2 | 4 | 15 | 13 | +2   |  | CA Tetuán                  | 2-0 | 2-1 | 0-0 |     | 6-1 | 3-0 |
| 5    | Real Avilés          | 9   | 10 | 4 | 1 | 5 | 14 | 22 | -8   |  | Real Avilés                | 1-0 | 1-3 | 4-1 | 1-0 |     | 2-0 |
| 6    | Hércules Alicante    | 9   | 10 | 4 | 1 | 5 | 12 | 19 | -7   |  | Hércules Alicante          | 3-1 | 2-0 | 1-0 | 2-0 | 1-1 |     |

## Bilan de la saison
| Championnat d'Espagne de football 1952-1953 |                         |
| Champion                                    | CF Barcelone (5e titre) |
| Dauphin                                     | Valence CF              |
| Coupes et trophées                          |                         |
| Vainqueur de la Coupe d'Espagne 1952-1953   | CF Barcelone            |
| Vainqueur Coupe Eva Duarte                  | CF Barcelone            |
| Promotions et relégations                   |                         |
| Promus en Primera División                  | Real Jaén               |
| Promus en Primera División                  | Osasuna Pampelune       |
| Relégués en Segunda División                | CD Málaga               |
| Relégués en Segunda División                | Real Saragosse          |